# Vicario
Vicario è l'organo incaricato in via preventiva e generale di esercitare, quale supplente, le competenze spettanti a un altro, a seguito dell'impossibilità di quest'ultimo di funzionare, per assenza o impedimento del suo titolare. Di solito, oltre a esercitare le competenze di un altro organo in qualità di supplente, il vicario ha anche competenze proprie; spesso è subordinato all'organo che sostituisce o lo coadiuva nell'esercizio delle sue funzioni.

## Varianti
L'organo vicario è frequentemente designato anteponendo il prefisso vice alla denominazione di quello che sostituisce (ad esempio: viceprefetto; ortograficamente è corretta anche la grafia staccata, come in vice prefetto). A volte, tuttavia, il prefisso ha un significato diverso (o ulteriore), equivalente a quello del prefisso sotto, designando il funzionario o il grado che nella gerarchia è immediatamente inferiore a quello alla cui denominazione è anteposto.

## Storia
In passato il termine vicario aveva un significato più ampio, designando anche il funzionario che rappresentava il sovrano o, in generale, un'autorità superiore, specialmente in una parte del territorio; ad esempio, nell'Impero romano, dopo la riforma di Diocleziano, il vicarius era l'alto funzionario al quale era affidata l'amministrazione civile di una diocesi. 
A partire dal Medioevo, il titolo di vicario venne attribuito a vari funzionari, ma andò radicandosi soprattutto nel clero. Viceversa, per gli ordinamenti laicali si andò diffondendo, per esprimere il medesimo concetto, l'appellativo locum tenens da cui, in ambito militare, discende il termine luogotenente.

### Nella gerarchia cattolica
Tuttora nell'ordinamento canonico sopravvive la terminologia che utilizza questo sintagma: al riguardo si possono ricordare 
- a livello di diocesi: il vicario generale, il vicario episcopale, il vicario apostolico, il vicario giudiziale, il vicario foràneo;
- a livello di parrocchia: il vicario parrocchiale ecc.

Tutti loro sono sacerdoti: o presbiteri o vescovi. Non possono essere diaconi, suore o laici. 
Essi esercitano una potestà ordinaria perché annessa ad un ufficio, inteso come qualunque incarico stabile assegnato dall'autorità ecclesiastica competente oppure per diritto divino.

### Nell'Islam
Il termine arabo equivalente di "vicario" è khalif, che deriva da un verbo il cui significato è "rilevare, venire dopo" e, nel sostantivo, "successore, vicario, luogotenente".

Nello Stato islamico disegnato da Maometto, questi indicò il Califfato, che designa coloro che via via esercitarono le funzioni politiche ed istituzionali del profeta.